# Centropus celebensis
El cucal de Célebes o cucal celebiano (Centropus celebensis) es una especie de ave cuculiforme de la familia Cuculidae. Es endémico de Célebes.

## Subespecies
Se reconocen las siguientes subespecies:
- Centropus celebensis celebensis
- Centropus celebensis rufescens